# Sân vận động Cẩm Phả
Sân vận động Cẩm Phả là một sân vận động nằm tại phố Võ Huy Tâm, phường Cẩm Phả, tỉnh Quảng Ninh. Sân có 4 khán đài (2 khán đài A và B có mái che) với sức chứa 16.000 chỗ ngồi. Đây là sân có chất lượng tốt nhất của tỉnh Quảng Ninh và đã từng là sân nhà của câu lạc bộ Than Quảng Ninh. Và bây giờ là sân nhà của câu lạc bộ Quảng Ninh FC
Sân vận động này được nâng cấp để phục vụ cho Đại hội Thể thao Đông Nam Á 2021.

## Lịch sử
Sân vận động được cải tạo và nâng cấp vào năm 2010 với kính phí 37 tỷ đồng, bao gồm việc cải tạo, nâng cấp các khán đài, phòng báo chí, truyền hình tại khán đài B. Sân  cũng được lắp đặt hệ thống chiếu sáng mới đạt tiêu chuẩn quốc gia, bảng điện tử, đường chạy ngoài trời và các cải tạo khác trong khuôn viên sân vận động và bãi đậu xe.
Hệ thống đèn sân vận động được nâng cấp vào năm 2014 sau khi Than Quảng Ninh bị Công ty Cổ phần Bóng đá chuyên nghiệp Việt Nam (VPF) cấm thi đấu các trận sân nhà trên sân vận động này do hệ thống chiếu sáng không đạt tiêu chuẩn. VPF sau đó đã rút lại quyết định sau khi địa phương này cam kết nâng cấp hệ thống chiếu sáng sau Tết Nguyên đán 2014.
Từ năm 2018 đến năm 2020, sân vận động Cẩm Phả đã trải qua một lần cải tạo khác với 163 tỷ đồng kinh phí. Các khán đài được xây dựng và mở rộng, nâng sức chứa của sân từ 8.762 lên 16.000 chỗ ngồi. Vào ngày 11 tháng 3 năm 2020, sân vận động đã tổ chức trận đấu đầu tiên sau nâng cấp giữa đội tuyển nữ Việt Nam và Australia trong trận đấu cuối cùng của Vòng loại bóng đá nữ Olympic Tokyo 2020.

## Các sự kiện được tổ chức
Bóng đá tại Đại hội Thể thao Đông Nam Á 2021 – Nữ